# Jeffrey Osborne
Jeffrey Linton Osborne (Province; 9 de marzo de 1948) es un cantautor estadounidense, cuya trayectoria profesional incluye 5 discos de oro y platino así como varias nominaciones a los Premios Grammy.

## Biografía
Osborne nació en Providence, Rhode Island, siendo el menor de los doce hermanos de una familia con inclinaciones musicales. Su hermano Billy Osborne formó parte de la banda de soul L.T.D., y el padre, Clarence "Legs" Osborne, fue un popular trompetista que acompañó a artistas como Lionel Hampton, Count Basie y Duke Ellington.
Osborne comenzó su carrera profesional en 1970 formando parte de la banda de soul "Love Men Ltd.", que posteriormente acortarían su nombre a L.T.D. El grupo publicó algunos sencillos de éxito como "(Every Time I Turn Around) Back in Love Again"(1977), "Concentrate on You," "Love Ballad"(1976) y "Holding On (When Love Is Gone)"(1978). Al principio, Osborne tocaba la batería y compartía coros con su hermano Billy Osborne, pero a partir de 1976 comenzó a ejercer como vocalista principal, hasta que en 1980 abandonó la banda para dar inicio a su carrera en solitario.
En 1982, Osborne puso voz a la canción "I Just Want to Be Your Friend" , perteneciente a la banda sonora de la película The Toy. Ese mismo año publicó su álbum debut, del que se extrajeron dos sencillos, "On the Wings of Love" y "I Really Don't Need No Light", que alcanzaron los puestos 29 y 39 respectivamente, de las listas de éxitos pop en Estados Unidos. Con su segundo álbum, Stay with Me Tonight, publicado en 1983, obtuvo su primer disco de oro, posteriormente fue certificado como platino. De este álbum se extrajeron los sencillos, "Don't You Get So Mad", que alcanzó el puesto 25 de las listas de éxitos, "Stay with Me Tonight", puesto 30 en mayo de 1984 y "On the Wings of Love", que también entró en las listas de éxitos británicas, alcanzando el puesto número 11.
En 1985, Osborne escribió la letra para el tema de Whitney Houston, "All at Once" (con música de Michael Masser). Ese mismo año, también colaboró en la grabación del sencillo de USA for Africa, "We Are the World". Apareció en el programa Celebrity Duets en 2006, interpretando "On the Wings of Love" con Alfonso Ribeiro. Osborne prestó su voz para el tema principal de serie de televisión, Loving, emitida entre 1992 y 1995 así como el tema principal de la primera temporada de la serie protagonizada por Kirstie Alley, Veronica's Closet.
Osborne obtuvo otros dos discos de oro por los álbumes Don't Stop y Emotional. Este último incluyó su mayor éxito comercial en solitario en Estados Unidos, el tema "You Should Be Mine" que alcanzó el puesto número 13 de las listas de éxitos en 1986. En 1987, el tema "Love Power", cantado a dúo con Dionne Warwick alcanzaría el puesto número 12 de Billboard Hot 100 y el número 1 de la lista Adult Contemporary. En 1988 el sencillo "She's on the Left" alcanzó el número 1 de las listas de éxitos R&B. Cantó junto a Vonda Shepard en el bar de la serie Ally McBeal al final del episodio "Without A Net" de la cuarta temporada.
Con el nuevo milenio publicó una serie de álbumes que, si bien no consiguieron el éxito del que disfrutó durante los años 80, sí que le dieron cierta relevancia en las listas de R&B, con modestos éxitos de sencillos como "Rest of Our Lives" que alcanzó el puesto 75 en 2003 o la versión del clásico de Barbara Mason, "Yes, I'm Ready" que llegó al 64 en 2005. En 2008, Osborne interpretó el himno nacional de Estados Unidos antes de la final de la NBA en el Staples Center de Los Ángeles. Repitió actuación en las finales de 2009 y 2010. En marzo de 2010, Osborne tuvo una aparición en la temporada final de la serie The Bachelor: On the Wings of Love, protagonizada por Jake Pavelka, donde interpretó el tema "On the Wings of Love".
El 25 de junio de 2019, The New York Times Magazine incluyó a Jeffrey Osborne entre los centenares de artistas cuyo material original se perdió en el Incendio de Universal Studios de 2008.

## Discografía

### Álbumes de estudio
- 1982 Jeffrey Osborne (A&M Records)
- 1983 Stay with Me Tonight (A&M Records)
- 1984 Don't Stop (A&M Records)
- 1986 Emotional (A&M Records)
- 1988 One Love – One Dream (A&M Records)
- 1990 Only Human (A&M Records)

## Reconocimientos
En 1984 recibió su primera nominación a los Premios Grammy en la categoría de "Mejor interpretación vocal de R&B por Stay With Me Tonight. En 1985 volvió a repetir en esta categoría por Don't Stop junto a la nominación en la categoría de "Mejor interpretación de R&B a dúo o en grupo" por "The Last Time I Made Love", junto a Joyce Kennedy. Su última nominación tuvo lugar en 2001 por That's For Sure en la sección de "Mejor interpretatión tradicional de R&B".
Osborne recibió en 2014 el New England Pell Award a la excelencia artística por su actividad filantrópica en Rhode Island.